# Anarquía de Samarra

Árbol genealógico de la dinastía abasí a mediados y finales del siglo

La anarquía de Samarra es el nombre que recibe el período de crisis del Califato abasí que abarca del año 861 al 870, caracterizado por una extrema inestabilidad estatal y la sucesión violenta de cuatro califas, que fueron meros títeres en manos de poderosos grupos militares rivales. El período histórico recibe el nombre de la capital abasí del momento, la ciudad de Samarra. La etapa caótica comenzó en el 861 con el asesinato del califa al-Mutawakil por sus guardias turcos. Su sucesor, al-Muntasir, apenas gobernó seis meses antes de fallecer, posiblemente envenenado por los jefes militares turcos. El siguiente califa fue al-Mustaín. Las divisiones entre los caudillos turcos le permitieron huir a Bagdad en el 865 y contar con el apoyo de algunos de ellos (Bugha el Joven y Wasif) y el de los tahiríes, pero el resto del ejército turco escogió un califa rival, al-Mutaz y sitió Bagdad, que hubo de capitular en el 866. Al-Mustaín fue exiliado y luego ejecutado. Al-Mutaz era capaz, tenía iniciativa y trató de domeñar a los jefes militares y excluir al ejército de la administración civil. Sin embargo, los militares se resistieron a perder poder y en julio del 869 también lo derrocaron y asesinaron. Su sucesor, al-Muhtadi, también trató de recuperar la autoridad del cargo, pero fue asesinado en junio del 870. La muerte de al-Muhtadi y la entronización de al-Mutamid, con cuyo hermano y regente al-Muwafaq la facción turca que encabezaba Musa ibn Bugha mantenía estrechas relaciones, marcaron el fin del caos, al precio de hacer de este grupo turco el dominante en la corte califal. Pese a que el gobierno abasí logró recuperarse algo en las décadas siguientes, la «anarquía de Samarra» lo debilitó permanentemente, desbaratando su estructura, socavando su prestigio, y avivando y facilitando las tendencias secesionistas y rebeldes en las provincias.